# Бибишев, Иван Фролович
Иван Фролович Бибишев (1921—1943) — лейтенант Рабоче-крестьянской Красной Армии, участник Великой Отечественной войны, Герой Советского Союза (1943).

## Биография
Иван Бибишев родился 8 августа 1921 года в селе Камакужа в крестьянской семье. После окончания спецшколы работал метеорологом в Магнитогорске.

Бюст на аллее Героев в Инсаре

В 1940 году был призван на службу в Рабоче-крестьянскую Красную Армию. В 1942 году окончил военную авиационную школу пилотов в Чкаловске (ныне — Оренбург). С мая 1942 года — на фронтах Великой Отечественной войны. К январю 1943 года лейтенант Бибишев был заместителем командира эскадрильи 285-го штурмового авиаполка 228-й штурмовой авиадивизии 16-й воздушной армии Донского фронта. Участвовал в Сталинградской битве, в ходе которой особо отличился.
За время участия в боях Бибишев совершил 141 боевой вылет, в ходе которого уничтожил 20 вражеских танков, около 50 автомашин, несколько десятков орудий, несколько самолётов на аэродромах. 18 января 1943 года, производя штурмовку вражеского аэродрома Гумрак под Сталинградом, был подбит и направил горящий самолёт на стоянку немецких самолётов.
Указом Президиума Верховного Совета СССР от 24 августа 1943 года лейтенант Иван Бибишев посмертно был удостоен звания Героя Советского Союза.
Был также награждён орденами Красного Знамени и Отечественной войны 1-й степени.

## Увековечение памяти
- Бюст Бибишева установлен на аллее Героев в городе Инсар (Республика Мордовия).
- Именем Бибишева названы улицы в городах Инсар и Магнитогорск (Челябинская область).
- В Магнитогорске именем Бибишева также названа средняя школа № 8, а на доме, где он жил, установлена мемориальная доска.
- Имя Бибишева занесено на стелу на Аллее Героев в Волгограде[2].
- Россошинская средняя школа (Городищенский район, Волгоградская область) имени Героя Советского Союза Ивана Фроловича Бибишева